# 한승현 (야구 선수)
한승현(2006년 10월 29일 ~ )은 KBO 리그 롯데 자이언츠의 외야수이다.

## 롯데 자이언츠시절
2025년에 입단하였다. 2025년 6월 5일 키움 히어로즈와의 경기에 출전하며 데뷔 첫 경기를 치렀고, 경기에서 볼넷으로 기록하였다.

## 출신 학교
- 서울신양초등학교
- 건대부중
- 장충고등학교